# 艺术

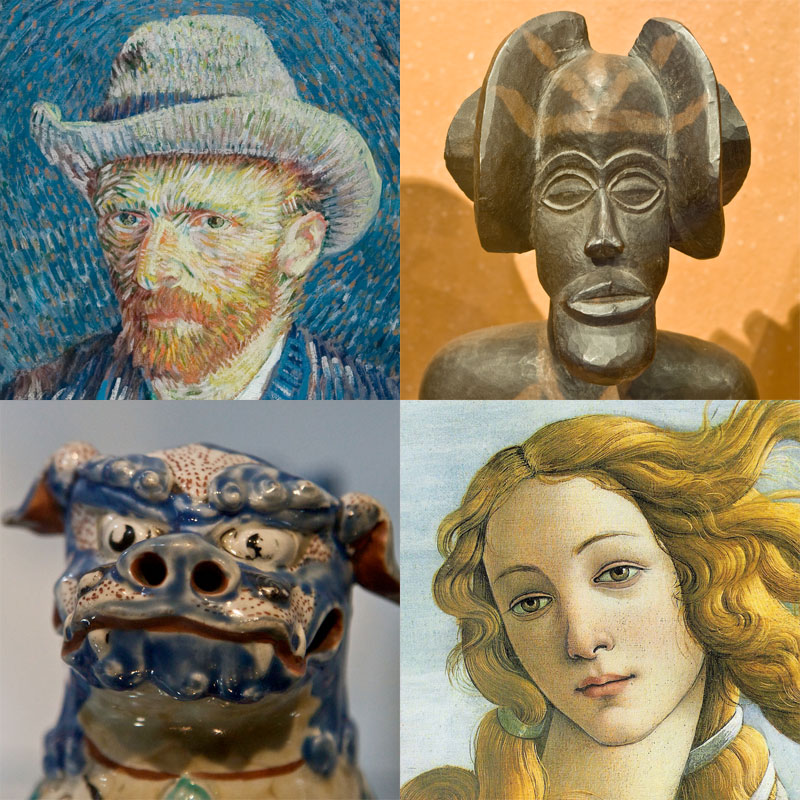
左上是文森特·梵高的自畫像，右上是非洲绍奎人的雕塑，左下是日本冲绳的風獅爺，右下是桑德羅·波提切利的維納斯的誕生的一部份

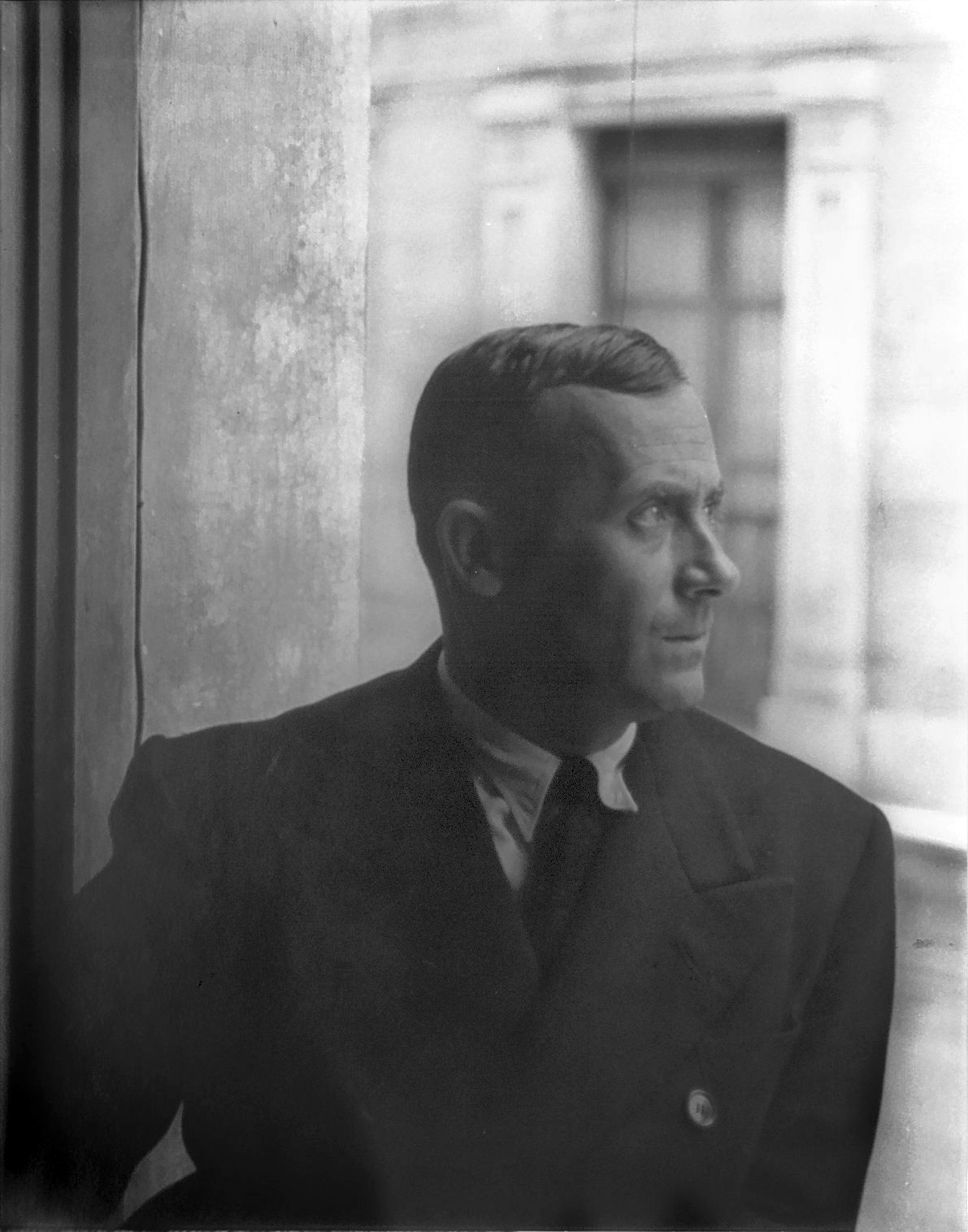
胡安·姆羅，攝於1935年6月

艺术（拉丁語：Ars；法語；西班牙語）是通过塑造形象来反映现实但比现实有典型性的一种社会意识形态，是人类以情感和想象为特性的把握世界的一种特殊方式、人类精神文明的有机组成部分。艺术通过审美创造活动表达思想情感、再现客观世界，满足人们的精神审美需求，在想象中实现审美主体和客体的相互对象化。大英百科全书将艺术定义为“指憑藉技巧、意願、想象力、經驗等綜合人為因素的融合與平衡，以創作隱含美學的器物、環境、影像、動作或聲音的表達模式，也指和他人分享美的感覺或有深意的情感與意識的人類用以表達既有感知且將個人或群體體驗沉澱與展現的過程”。
所有的人類文化都有某種形式的藝術，藝術表達是普世文化通則之一。

## 範圍和分類
傳統上，藝術可有多种不同的分類方式。如可根据表现手段和方式不同，分为语言藝術（文學）、造型藝術（繪畫，雕塑、建筑）、表演藝術（舞蹈、音樂）、综合艺术（戲劇、影视），这也是在中国大陆较通行的分类方式。另外可根据作品形态的时空性质，分为时间艺术（音乐）、空间艺术（绘画、雕塑、建筑）、时空艺术（文学、戏剧、影视、舞蹈）；可根据作品感知特点，分为視覺藝術（美术）、听觉艺术（音乐）、视听艺术（表演）。
此外，也有观点认为圖文設計、裝飾藝術（如馬賽克圖紋設計等）、廣告等也应算作艺术的门类。

## 藝術與科學
在歐洲17世紀到18世紀，是藝術與科學一起進入知識累積與相互啟發而一同發展的關鍵時期，這個過程促使藝術與科學的成品成為西方人文思想及文明展現的重要象徵。歐洲啟蒙運動下發展出的百科全書亦是以藝術與科學所引發的人類群體新狀態而合編的以字典為標題的著作。

## 語源
法文及英文（藝術）一詞源自於古希臘拉丁语，大義為「技巧」，現在雖保有原意，卻也衍生出更廣義的涵義，幾乎包括了所有與人生密切相關的創造性學問。
中文的藝術一詞最早出自《後漢書》的文苑列傳上，劉珍篇有提到「校定東觀五經、諸子傳記、百家蓺術」，不過當時的藝術是指六藝和術數方技等技能的總稱，和現代藝術的含意不同。
以學域的涵容度而言，文学、绘画、音乐、舞蹈、雕塑、建筑、戏剧与电影，这些领域的知識，都足以單獨成立對應的學系。此外，設計、攝影、視頻遊戲（電子遊戲）以及實驗藝術等一些新興藝術學域，也逐漸被學術界和大眾接受而被列為單獨的項目，许多藝術學院已经开設了相關的專業。
在中文和英文中，藝術與美術的名称常出現混用情况，严格來說藝術对应英文的Art，是廣義和廣泛的概念，美術对应英文的Fine Art，是狹義的，僅是藝術的表達形式之一。藝術包括“繪畫”、“雕塑”、“建築”、“文學”、“音樂”、“戲劇”、“舞蹈”、“電影”乃至"游戏"等範疇，而“美術”一般指的是以“繪畫”、“雕塑”為核心的視覺藝術。但在日常用语中，藝術與美術常常劃上等號，在教育界也曾出現爭議，造成相關藝術類目學生的困惑。

## 認定爭議
二十世紀以來至今，結合了傳統定義藝術領域以外元素的多元藝術形式不斷出現，如常見的“科技藝術”（Technical Art），“數位藝術”（Digital Art）、“裝置藝術”（Installation Art）、“觀念藝術”（Conceptual Art）、“行為藝術”、“生物藝術”等不勝枚舉。如此多樣的藝術形式隨著時間不斷的在挑戰藝術理論能夠定義的極限。關於藝術如何認定也已經成為開放式的問題，目前皆以當下的藝術界公認定義為準。

## 目的
在歷史上藝術有許多不同的功能，因此很難將藝術的目的抽象化成一個單一的概念。這不表示藝術的目的是模糊不清的，只是藝術的創造有許多不同的、唯一的原因。以下會列出一個藝術的目的，會分為無動機（non-motivated）及有動機的（motivated）兩類（Lévi-Strauss）。

### 無動機
無動機的藝術是指那些本來就是人類不可或缺一部份的藝術，這類的藝術超越個人，或是不是為某一特定目的所創作。以此觀點，藝術和創造力一様，是人類依其天性而來的，因此超過實用的層面。
1. 人類對於和諧、平衡及節奏的本能：這個層次的藝術不是某個動作或是物品，而是內在對於平衡及和諧（美）的欣賞，因此是人的基本層面之一，不只是實用的層面而已。
2. 神秘的經驗：藝術提供個人可以體驗個人和宇宙之間的關係。這種體驗常常是無動機的，就像對於藝術、音樂或詩的欣賞一様。
3. 想像的表達：藝術提供表達想像的方式，而且這種方式是沒有文法的，因此不受口說或書面語言的形式影響。文字是循序式的，每個字有既定的定義，而藝術提供許多的形式、符號和概念，而其意義是可以變化的。
4. 儀式和象徵功能：在許多文化中，在儀式、表演及舞蹈中都有藝術，是種裝飾或是標誌。這些常常沒有特定實際的目的，人類學家認為這些是文化的一部份，多半不是由個人提供，而是許多世代變化之後的結果，也和此文化和宇宙的關係有關。

### 有動機
有動機的藝術是指那些因為特定目的產生的藝術。可能是為了政治的變革、對社會的某一議題表示意見、表達特定的感情或是態度無動機的目的、陈述個人心理、描述另一個事物、銷售產品，或是作為一個交流的工具。
1. 交流：藝術是一種溝通交流的工具，許多的交流都是對另一個體有一定的動機，因此這是有動機的目的。
2. 娛樂：藝術一般會產生特定的情緒或態度，例如說使欣賞藝術的人放輕鬆，或是提供娛樂。
3. 前衛，政治變革：二十世紀早期藝術的定義之一就是由視覺影像帶來政治變革。達到此目的的藝術運動——像达达主义、超现实主义、結構主義及抽象表現主義——則稱為前衛藝術。
4. 藝術作為一「自由區」：免去社會責難的作用。當代藝術強調對於文化差異的寬容，也強調其解放的功能（社會調查、行動、顛覆、解構主義），因此在研究和實驗上都更加開放。
5. 針對社會調查、顛覆或（和）無政府主義的藝術：類似有關政治變革的藝術，顛覆或解構主義會在沒有特定政治目的的情形下提出特定社會議題的問題。此時藝術的功能只是批評社會的某一面向。
6. 針對社會議題的藝術：藝術可以用來喚醒大家對許多社會事件的關注。許多藝術活動的目的就是提高對自閉症[17][18][19]、癌症[20][21][22]、人口贩卖[23][24]及許多其他議題的關注。
7. 藝術在心理及治療上的目的：藝術治療師，心理治療師，臨床心理學家也會用藝術作為工具，稱為藝術療法。
8. 以宣傳或商業化為其目的的藝術：藝術可以是一種宣傳的形式，漸漸的影響大家的觀念或情緒。藝術也可以作為銷售手法中的一部份，也是要影響觀念或是情緒。此時藝術的目的是要影響讀者，對特定事物或概念有特定情緒或心理上的反應[25]。
9. 藝術是演化適合度的指標：有人認為人類大腦的能力遠超過在遠古環境下求生所需的能力。有一種演化心理學的論點認為人類大腦及其相關特性（像藝術及創造力）對人類的作用都類似公孔雀的尾巴。公孔雀華麗的尾巴的作用是在於吸引異性。依此理論，藝術上較好的表現可以吸引異性，在演化上很重要[26]。

## 分类
迄今，還没有公認的藝術分類標準。各個藝術理論的派別有不同的分類方式，在時間軸上越靠近現代的藝術分類，就越顯得繁複而且具有爭議。
一般來說，根据表现手段和方式的不同，艺术可分为
- 表演艺术（音乐、舞蹈、戏剧等）
- 视觉艺术（绘画、雕塑、建筑等）
- 语言艺术（文学等）
- 综合艺术（電子遊戲、电影、电视、歌剧、音乐剧等）

比較新的分法，則根据时空性质将艺术分为：
- 时间艺术
- 空间艺术
- 综合艺术

下列是常見的藝術類別
- 建築
- 文學
- 音樂
- 舞蹈
- 戲劇
  - 音樂劇、戲曲、喜劇、歌劇等
- 杂技
- 魔术
- 攝影
- 電影
  - 電視
  - 廣播
- 美術
- 繪畫
  - 油畫
  - 中國油畫
  - 中國畫（水墨）
  - 东亚書法
    - 篆刻
    - 硬笔书法

  - 粉彩
  - 水彩
  - 素描
  - 版畫
- 雕塑
  - 木雕
  - 泥塑
  - 石雕
  - 金屬雕塑
  - 冰雕
  - 沙雕
  - 陶藝
  - 紙雕
  - 软雕
- 多媒体艺术
- 裝置藝術
- 行為藝術
- 應用藝術
- 實驗藝術
  - 设计
  - 時裝

## 表現手法

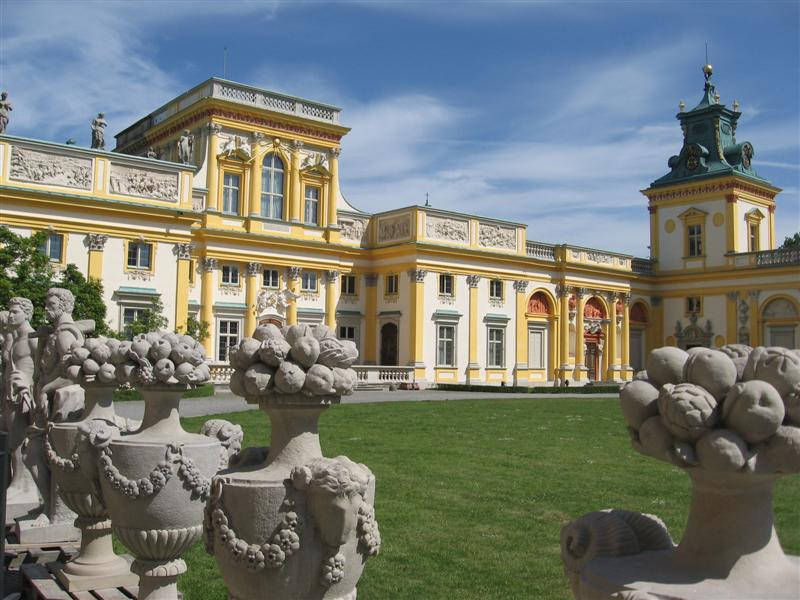
波兰华沙的維拉諾宮

- 理想化：凸顯人物、自然形態或景象的最佳特色，並除去其瑕疵或改換特色，以符合外界認可的完美標準。[27]
- 引喻
- 風格化
- 抽象
- 象征
- 意象：使用鮮活且生動的圖像式語詞來描述物件或想法。[28]
- 感官感覺轉移
- 敘事性：敘說故事的技巧。[29]
- 諧擬
- 修飾
- 幽默
- 諷刺
- 寓言

## 表達形式
- 自然主義
- 學院派
- 古典主義 / 新古典主義
- 折衷主義
- 形式主義
- 功能主義
- 歷史相對論
- 神祕主義
- 寫實主義
- 抽象表现主義
- 地方主義
- 浪漫主義
- 同步主義
- 普桑主義
- 魯本斯風格
- 寫意

## 延伸阅读
[在维基数据编辑]
 《欽定古今圖書集成·博物彙編·藝術典·藝術總部》，出自陈梦雷《古今圖書集成》
1. HENDRIK WILLEM VAN LOON。《The Art of Mankind》UK：HARRAP，1953
2. Hugh Honour。《世界藝術史》A world history of art, 5th ed.。吳介禎等譯。台灣：木馬文化出版，2001。ISBN 9574695352
3. 郭珮君、蔡淳文等。《藝術概論》。台灣：新文京出版，2006 ISBN 9789861509587
4. 曾肅良。《藝術概論》台灣：三藝文化出版，2008 ISBN 9789866788451
5. 林群英。《藝術概論－藝術新理論》台灣：全華科技出版，2008 ISBN 9789572164990
6. E.H. Gombrich藝術的故事The Story of Art。雨云譯。聯經出版社。1997。ISBN 957081697X